# Estação Monte dos Guararapes
A Estação Monte dos Guararapes é uma das estações do Metrô do Recife, situada em Jaboatão dos Guararapes, entre a Estação Porta Larga e a Estação Prazeres.
Foi inaugurada em 2009.